# Alfonso de Baena

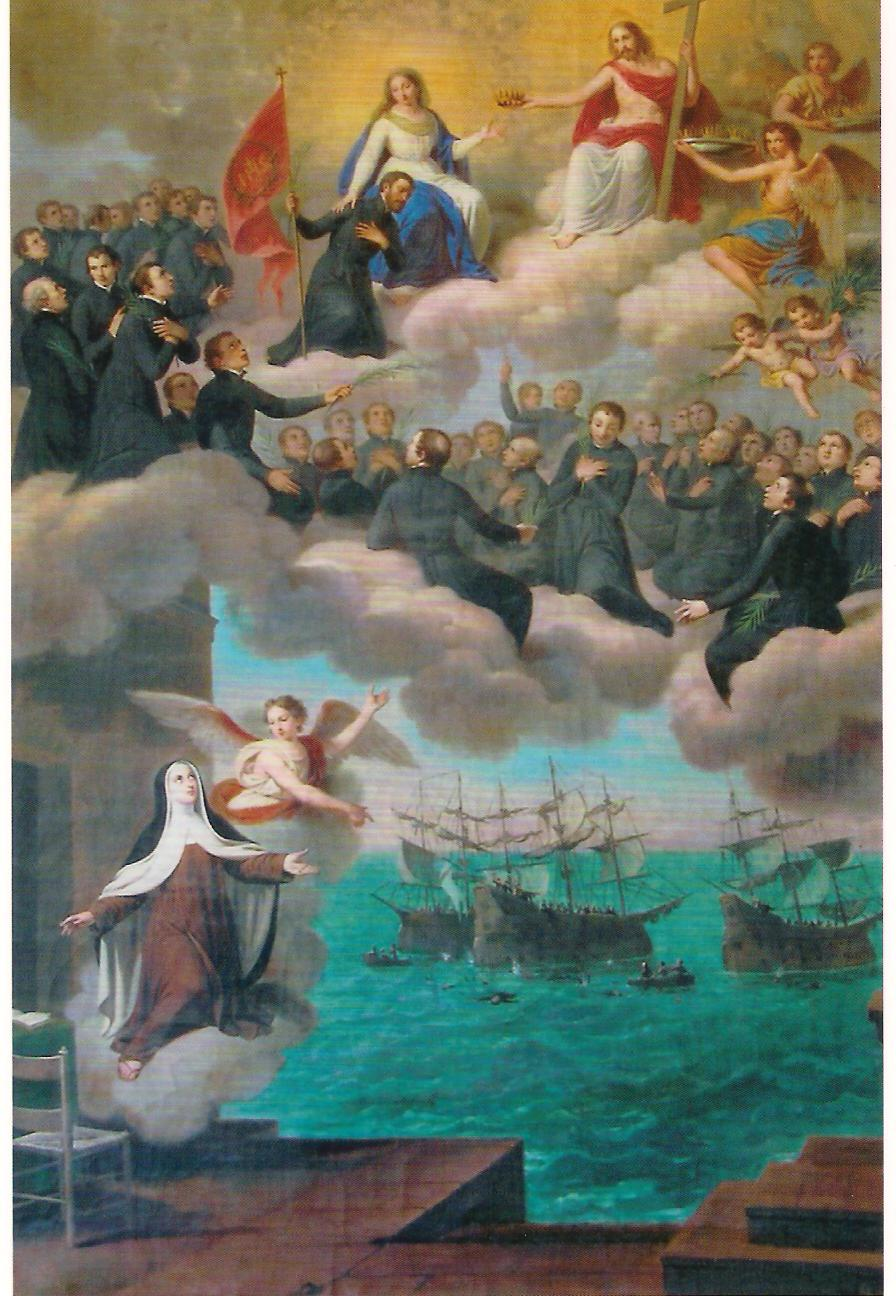
Glorificación de los 40 Mártires y visión de Santa Teresa. G.Bagnasco (1855) Jesuitas de Palermo.

Alfonso de Baena (Villatobas, 1539 - Islas Canarias, 1570) fue un beato jesuita español, mártir católico.

## Biografía
Nació en Villatobas (actual provincia de Toledo), en 1539. Según las últimas averiguaciones era descendiente de moriscos o cristianos nuevos. Ingresó en la Compañía de Jesús, en 1566. Antes de ser jesuita, ejerció el oficio de orfebre; por lo cual posteriormente, realizó diversos objetos sagrados para las misiones del Brasil. En 1569 concluyó el noviciado y siendo de muy madura virtud, profesó como hermano coadjutor. 

En ese mismo año fue llevado a Portugal por el provincial de Brasil, P. Inácio de Azevedo para ir de misionero junto con 70 jóvenes jesuitas de España y Portugal. Tras una larga preparación espiritual, parten desde Lisboa el 5 de junio de 1570 en tres naves rumbo a Brasil. Desde la Isla  de Madeira, una  nave tuvo que dirigirse  hacia las Islas Canarias para llevar una carga que transportaba; en ella viaja el  P. Azevedo con 39 jesuitas y presintiendo la cercanía de corsarios calvinistas, pide voluntarios ante un posible martirio; 4 abandonaron la expedición, en su lugar se ofrecieron voluntarios otros, de las restantes naves, uno de ellos fue Alfonso de Baena.
Llegando a la Isla de la Palma en Canarias, hicieron escala en el lugar de Tazacorte, unos días después al continuar su ruta hacia el puerto de Santa Cruz de la Palma, frente a la punta de Fuencaliente la nave fue atacada por corsarios hugonotes calvinistas, muy bien armados bajo el mando del pirata francés Jacques de Sores. El P. Azevedo, al verlos, con una imagen de la Virgen entre sus manos, alentaba a su joven grupo de misioneros; todos deseaban ofrecer sus vidas por Cristo. Tras adueñarse de la nave los 40 jesuitas fueron violentamente martirizados de diversas maneras, eran 8 españoles y 32 portugueses. Alfonso de Baena, mientras atendía a los heridos y animaba a los soldados de su nave, fue brutalmente apuñalado y aún vivo arrojado al mar. Tenía 30 años. Era el 15 de julio de 1570, y en el mismo día Santa Teresa de Jesús tuvo la gracia de verlos coronados de Gloria en el cielo.
Los 40 Mártires del Brasil o Mártires de Tazacorte, fueron reconocidos como mártires por la fe, por los papas Gregorio XV (1623) y Benedicto XIV (1742). Y Pío IX declaraba  su beatificación el 11 de mayo de 1854.
En 1999 el Cabildo insular de La Palma y otras instituciones, organizaron un homenaje en memoria de estos mártires, sumergiendo 40 cruces de hormigón en el fondo del mar, en el lugar del martirio. Asimismo el 10 de octubre de 2014 el Cabildo de La Palma ha inaugurado un monumento consistente en  una cruz de piedra de unos cuatro metros de alto, diseñada por el artista Jorge Veda y ubicada cerca del Faro de Fuencaliente.  
En Villatobas se celebra la fiesta del Beato Alfonso de Baena cada 15 de julio desde 1982. Una calle de la población lleva su nombre desde 1993. En el 2003 el Cardenal D. Antonio Cañizares  bendijo una nueva imagen, tallada en madera por el escultor toledano César Ortega Herrera. La Banda de tambores y cornetas de la localidad está bajo su denominación. Y recientemente (2010) el Ayuntamiento y la Parroquia  han publicado conjuntamente una biografía de este beato jesuita, cuyo autor es Juan Antonio López Pereira.

## Fuente
- López Pereira, Juan Antonio, De muy madura virtud. Vida del Beato Alfonso de Baena, mártir jesuita nacido en Villatobas (1539-1570).Villatobas. 2010

- Datos: Q5667329